# El Al
El Al (in ebraico אֶל עַל‎?, verso l'alto; in arabo إلى على‎?) è la principale compagnia aerea e la compagnia di bandiera di Israele. Esegue voli regolari sia passeggeri sia merci dal proprio hub sull'aeroporto internazionale Ben Gurion di Tel Aviv verso destinazioni in Africa, Asia, Europa e Nord America, oltre a collegamenti interni da e per Eilat.
Dal suo volo inaugurale (da Ginevra a Tel Aviv - settembre 1948) a oggi ha sempre conosciuto una salda crescita economica, al punto che è arrivata a servire 48 destinazioni in quattro continenti. Come compagnia di bandiera, ha giocato un ruolo importante in varie operazioni di soccorso umanitario, recuperando ebrei da Etiopia, Yemen, e altri paesi in cui essi si trovavano in pericolo di vita. Detiene il primato mondiale per il più alto numero di passeggeri in un volo commerciale. È ampiamente ritenuta la più sicura compagnia del mondo, avendo sventato numerosi attentati o tentativi di dirottamento grazie ai propri elevati protocolli di protezione.

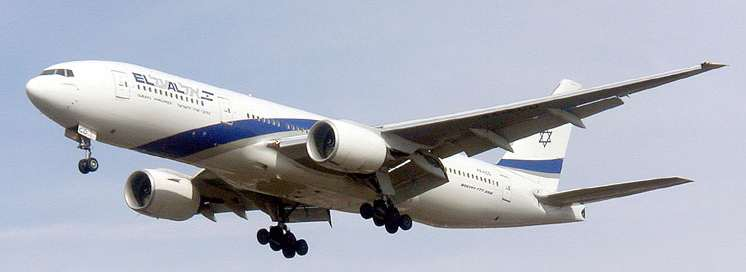
Un Boeing 777-200ER.

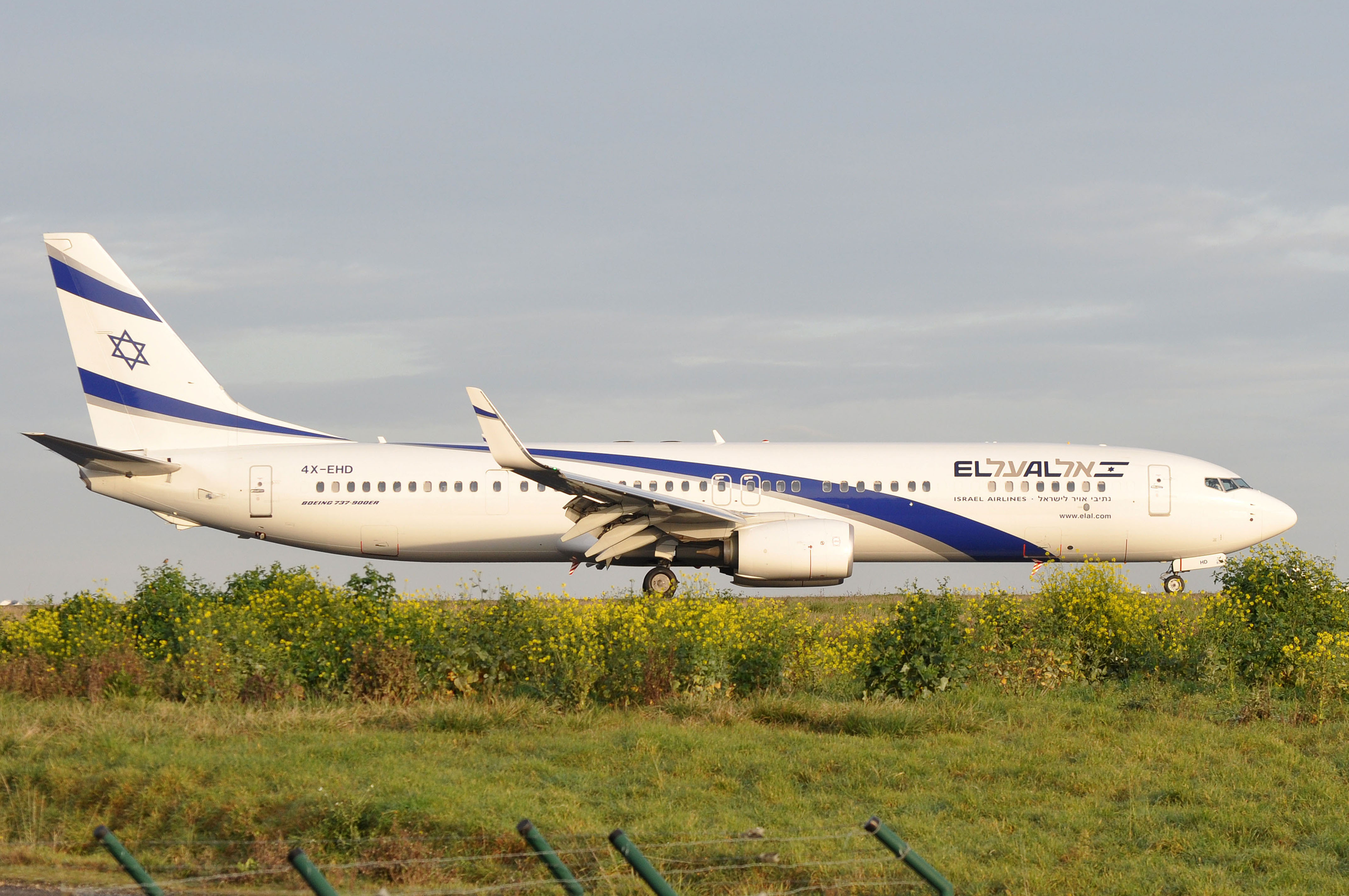
Un Boeing 737-900ER.

## Storia

### Primi anni

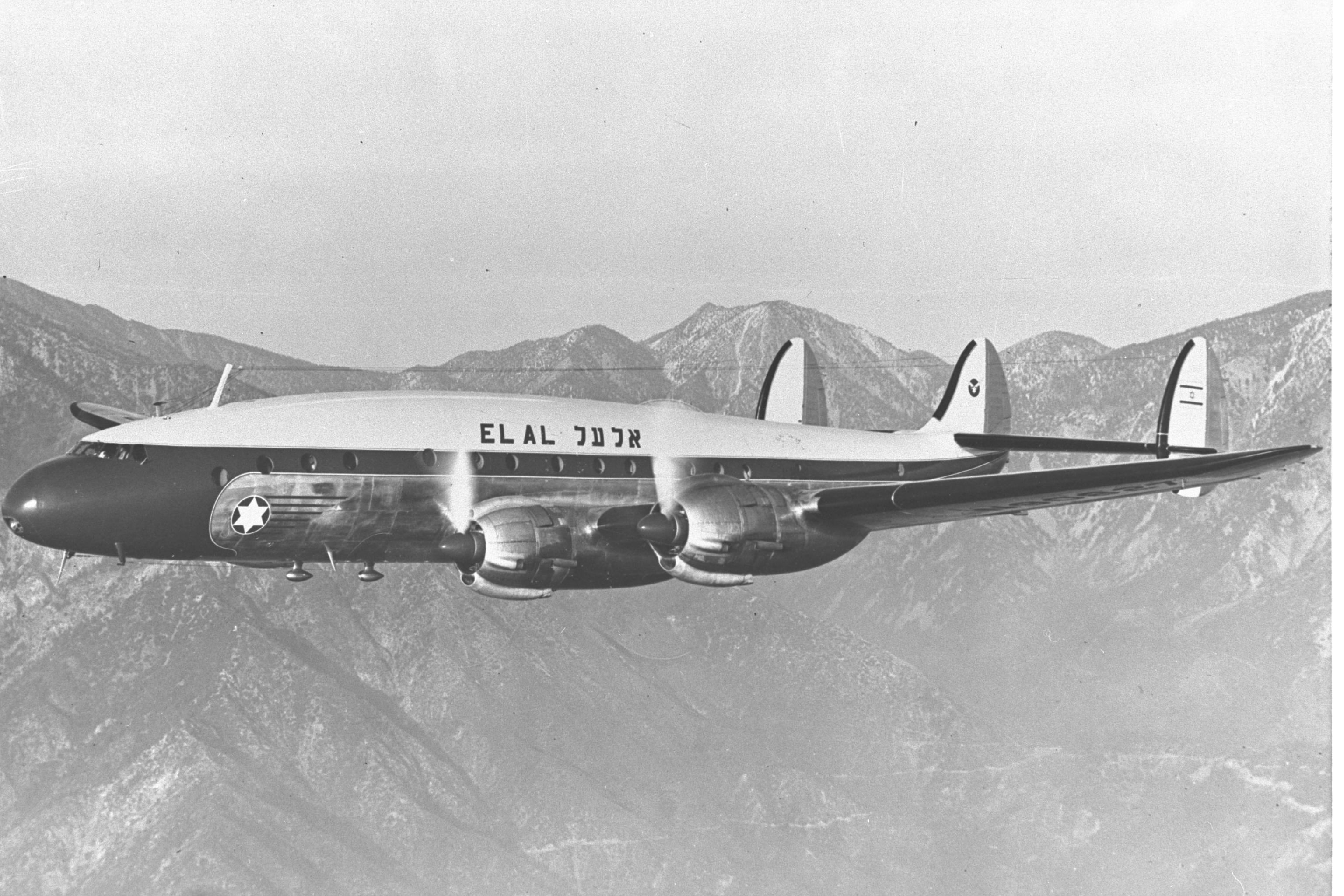
Un Lockheed Constellation, 1951.

Nel settembre 1948 il primo presidente di Israele, Chaim Weizmann, si recò a una conferenza a Ginevra (Svizzera). Era previsto che facesse ritorno in patria a bordo di un aereo di stato, ma non fu possibile, a causa di un embargo decretato a quell'epoca contro Israele. Un Douglas C-54 Skymaster, aereo militare da trasporto tattico fu dunque trasformato in aereo civile per riportare a casa il presidente. Sul velivolo fu dipinta la scritta El Al / Israel National Aviation Company e fu munito di serbatoi supplementari che permettessero il volo senza scalo da Ginevra a Israele. Decollò dalla base aerea di Ekron (Tel Nof) il 28 settembre e fece ritorno in Israele il 30 settembre. Dopo questa particolare "missione", l'aereo fu nuovamente verniciato con colori dell'aeronautica, e riprese il servizio militare.
La società divenne effettivamente una linea aerea il 15 novembre 1948, sebbene utilizzasse aerei in prestito fino al febbraio 1949, quando acquistò due Douglas DC-4 non pressurizzati da American Airlines. L'acquisto fu finanziato dal governo israeliano, che al tempo si chiamava Agenzia ebraica, e da altre organizzazioni ebraiche. Il primo aereo arrivò all'aeroporto Lod (quello che poi nel 1973 sarebbe divenuto il Ben Gurion) il 3 aprile 1949. Aryeh Pincus, un avvocato che veniva dal Sudafrica, fu posto a capo della compagnia. Il 31 luglio 1949 si svolse il primo volo internazionale "regolare", da Tel Aviv a Parigi, con rifornimento a Roma. Alla fine del 1949, la compagnia aveva trasportato passeggeri a Londra e a Johannesburg. A metà del 1950, venne inaugurato un servizio regolare di collegamento con Londra. Più tardi lo stesso anno la El Al acquistò Universal Airways, già posseduta da ebrei sudafricani. Fu fondata Arkia Israel Airlines, una compagnia aerea per i collegamenti aerei statalizzata, di cui El Al aveva una quota del 50%.
Sempre nel 1950 fu inaugurato un servizio cargo, che inizialmente faceva affidamento su apparecchi Curtiss C-46 Commando dismessi dall'aeronautica militare israeliana. Contemporaneamente furono intrapresi voli charter con gli States, presto seguiti da collegamenti regolari. Fin dal principio, l'esercizio dell'attività di aerolinea è stata motivo di attrito con il mondo ebraico più tradizionalista. Quando il primo ministro David Ben Gurion stava formando la prima coalizione governativa, i partiti religiosi dichiararono che non vi sarebbero entrati a meno che Ben Gurion avesse promesso che la El Al avrebbe servito a bordo solo cibo kosher, e avrebbe rispettato lo Shabbat
Come compagnia di bandiera, fu coinvolta in numerose operazioni clandestine. Nei primi anni cinquanta aerotrasportò oltre 160 000 immigranti in Israele da India, Iran, Iraq e Yemen nell'ambito dell'operazione Tappeto Volante e dell'operazione Esdra e Neemia.
Nel 1955, dopo aver usato per alcuni anni i Lockheed Constellation, acquistò due aeromobili Bristol Britannia. La El Al fu il secondo vettore al mondo a impiegare quel tipo di velivolo (dopo la British Overseas Airways Corporation - BOAC). Fu proprio questo tipo di aereo, immatricolato nel febbraio 1959 "4X-AGD" a essere utilizzato dalla compagnia per una estradizione sui generis dall'Argentina del criminale di guerra nazista Adolf Eichmann il 20-21 maggio del 1960.
Nel 1958, lanciò negli Stati Uniti una campagna pubblicitaria in cui campeggiava un'immagine dell'Oceano Atlantico "stracciato" ("Dal 23 dicembre, l'Atlantico sarà più piccolo del 20%"), allo scopo di promuovere i propri voli transatlantici non stop. Era un passo coraggioso: l'industria aerea non aveva mai adoperato prima immagini dell'Oceano, per il timore degli incidenti aerei, diffuso nell'opinione pubblica. Lo spot, mandato una sola volta (sulla carta stampata) si dimostrò efficace. In un anno, El Al triplicò le vendite.

### Espansione negli anni sessanta
Malgrado l'acquisto dei Britannia e l'inaugurazione dei voli transatlantici senza scalo, la compagnia non produceva ancora utili. Quando Efraim Ben-Arzi prese la compagnia alla fine degli anni '50, i Britannia furono sostituiti con jet De Havilland Comet 4, Boeing 707, e Douglas DC-8.
Il primo anno in attivo fu il 1960. Quell'anno, più di metà dei passeggeri che si recavano in Israele volarono con El Al. Il 15 giugno 1961 stabilì un record mondiale per il più lungo volo commerciale senza scalo: un Boeing 707 della El Al volò da Tel Aviv a New York, coprendo 5 760 miglia nautiche (10 668 km) in 9 ore e 33 minuti. A quel tempo, El Al trasportava 56 000 passeggeri all'anno, al pari di Qantas e sopravanzando compagnie affermate come Loftleidir. Nel 1961 El Al figurava al 35º posto mondiale per numero di miglia accumulate dai passeggeri. I suoi successi proseguirono anche alla fine degli anni sessanta. Nel 1968 fu inaugurato un collegamento regolare con Bucarest, e cominciarono i voli cargo diretti in Europa e Stati Uniti d'America. La compagnia istituì pure una società ausiliaria per il catering, ovvero la Teshet Tourism and Aviation Services Ltd.. Tutte queste attività apportavano un profitto di 2 milioni di dollari per anno.

### Dirottamenti e terrorismo
Nel 1968 El Al fronteggiò il primo di molti atti di terrorismo che sarebbero stati compiuti contro la compagnia. Il 23 luglio, avvenne il primo e unico dirottamento riuscito di un velivolo El Al, quando — in un Boeing 707 — 10 membri di equipaggio e 38 passeggeri furono presi in ostaggio da tre componenti del Fronte Popolare per la Liberazione della Palestina (FPLP). L'aereo, che viaggiava da Roma a Lod, Fu costretto a far rotta su Algeri. Le trattative con i terroristi si protrassero per 40 giorni. Al termine, ritornarono liberi tanto i sequestratori quanto i passeggeri, compresi 21 israeliani. Il successivo 26 dicembre, due terroristi del FPLP attaccarono un aereo El Al all'aeroporto di Atene, uccidendo un meccanico israeliano. Per rappresaglia tre giorni dopo Israele attaccò con un'azione notturna l'aeroporto di Beirut, distruggendo al suolo quattordici aerei appartenenti alla Middle East Airlines, Trans Mediterranean Airways e Lebanese International Airways. Il 18 febbraio 1969 alcuni palestinesi attaccarono un aereo El Al all'aeroporto di Zurigo, uccidendo il copilota e ferendo il pilota. Un attaccante palestinese fu ucciso, altri accusati e successivamente rilasciati. Tra settembre e dicembre 1969 vi furono attentati dinamitardi a uffici El Al di Atene, Berlino e Bruxelles.
Questa ondata di violenza culminò nel fallito dirottamento di un Boeing 707 della compagnia per mano di Patrick Arguello e Leila Khaled il 6 settembre 1970, nell'ambito dei cosiddetti dirottamenti di Dawson's Field.

### Anni settanta e ottanta

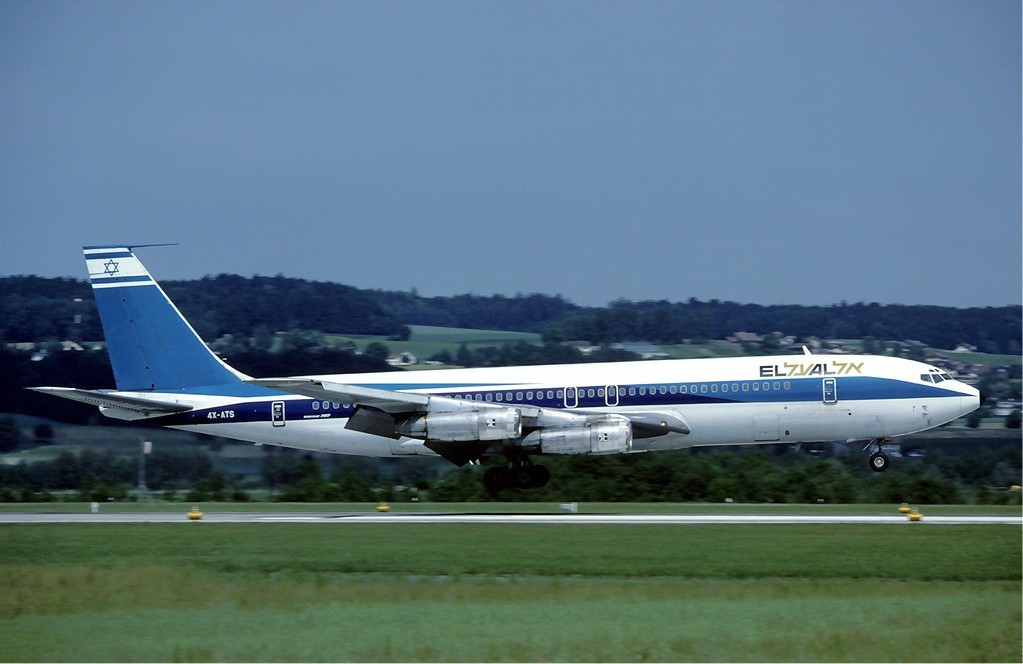
Un Boeing 707 atterra a Zurigo, 1982.

El Al comprò il primo Boeing 747 nel 1971. Secondo l'opinione di molti, si trattava di una mossa azzardata, visto il costo elevato del mezzo e il rischio di attacchi, ma le attività della società crebbero rigogliosamente dopo tale acquisto. Un altro 747 venne consegnato nel 1973, e fu impiegato per inaugurare il collegamento non-stop Tel Aviv - New York. Con un volo di 13 ore, controvento, venne a quel tempo registrato come il più lungo volo commerciale al mondo.
A metà anni settanta, El Al cominciò a programmare voli da aeroporti fuori Israele che partivano nel sabato ebraico e atterravano in Israele dopo la fine del medesimo. I partiti religiosi reclamarono, sostenendo che ciò costituisse violazione della legge ebraica, oltre che dell'accordo specifico sottoscritto con il governo nei primi anni dello stato (vedasi sopra). Nel 1981, il premier Menachem Begin, appena riconfermato, promise di riallinearsi a quel patto. La componente laica della società israeliana ne rimase indignata, e minacciò di boicottare la linea aerea. Nell'agosto del 1982, i lavoratori di El Al impedirono agli ebrei ortodossi e chassidici di entrare in aeroporto.
Nel 1977, El Al fondò una società ausiliaria specializzata nei voli charter, allora chiamata El Al Charter Services Ltd., ma poi ribattezzata Sun d'Or International Airlines Ltd.. Due anni prima, la linea aerea aveva subito le sue prime perdite dagli anni '50, in larga misura conseguenti alla recessione globale del periodo. La dirigenza cambiò tre volte verso la fine degli anni '70, fino alla nomina a presidente di Itzhak Shander. Al deteriorarsi della situazione politica in Iran, El Al prese a rimpatriare gli ebrei che vi si trovavano. Tutte le infrastrutture di El Al in Iran furono progressivamente distrutte.
I voli per Il Cairo furono inaugurati nell'aprile 1980, in seguito al Trattato di pace Israele-Egitto. Alla fine del 1982, dopo un lungo periodo di aspre dispute sindacali, El Al sospese le proprie attività. Il governo incaricò Amram Blum di dirigere la compagnia, che perse 123,3 milioni di dollari nel 1983. La compagnia, sempre in questo periodo, vendette la propria partecipazione azionaria in Arkia.
L'attività riprese (in amministrazione controllata) nel gennaio 1983. Il governo acquistò due nuovi Boeing 737, preannunciando di volerli affiancare con quattro Boeing 767 per una spesa di 200 milioni di dollari. Nel giro di quattro anni, la compagnia tornò in attivo. Stabilì un nuovo record (maggio 1968) con il volo senza scalo Los Angeles - Tel Aviv (7.000 miglia nautiche, ossia 13 000 km, in 13 ore e 41 minuti). I voli verso la Polonia e la Jugoslavia furono inaugurati nel 1989.

### Anni novanta e primi anni duemila
Nel gennaio 1990, la North American Airlines cominciò a fornire servizi logistici aeroportuali per gli scali americani di El Al.

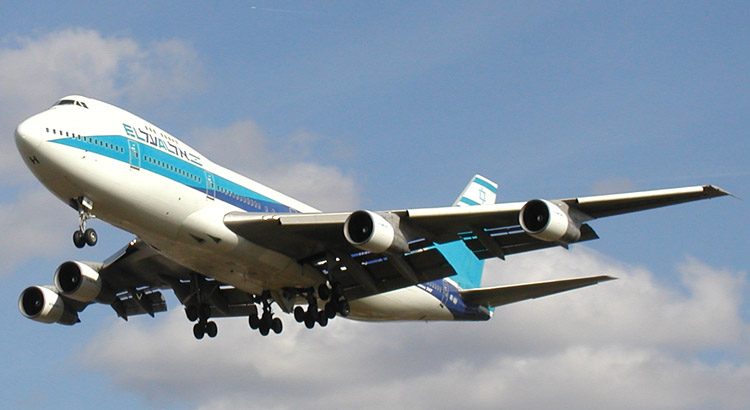
La El Al utilizzò Boeing 747 per i passeggeri tra gli anni '70 e i '90, destinandoli poi ai soli servizi cargo.

La El Al mantenne una quota del 24,9 % nell'altra linea aerea fino a che la rivendette a Dan McKinnon a luglio 2003.
All'epoca, El Al impiegava una flotta di 20 velivoli, tra cui nove Boeing 747, e aveva cominciato a rimpiazzarli con i Boeing 757. Al principio dell'anno, a seguito del collasso dell'Unione Sovietica, El Al inaugurò collegamenti regolari con Mosca.
Nessun trasporto aereo da Mosca era possibile all'epoca, ma il permesso venne accordato nel 1991. I voli charter cominciarono in agosto di quell'anno, con gli immigranti che occupavano anche tutti i posti disponibili sui voli El Al programmati. In cooperazione con Aeroflot, El Al trasportò in Israele oltre 400.000 immigranti ebrei in un periodo di tre anni.
Il 24 maggio 1991, un B-747 della compagnia — con un volo record che abbiamo già menzionato — trasferì più di mille ebrei etiopi da Addis Abeba a Tel Aviv, nell'ambito dell'Operazione Salomone. Durante il volo nacquero due bambini. L'aereo trasportò un numero di passeggeri doppio rispetto a quello di omologazione. In meno di 36 ore, furono evacuati 14.500 ebrei etiopi.
I voli con l'Estremo Oriente furono inaugurati nel medesimo periodo e, nel 1995, El Al concluse il primo accordo di code sharing con American Airlines. Nel febbraio 1995, l'amministrazione controllata sotto la quale El Al aveva operato dal 1982 terminò. Nel giugno 1996, va posta un'altra pietra miliare nella storia della compagnia: il primo volo da Israele ad Amman, Giordania. Sempre nel 1996, registrò perdite per 83,1 milioni di dollari, a causa della recrudescenza di attentati e della politica open skies (cieli aperti) del governo. Per mantenere in volo i propri aerei in questo periodo, El Al escogitò i voli "verso nessun luogo": si offrivano ai passeggeri intrattenimenti di vario genere a bordo di velivoli che "circuitavano" sul Mar Mediterraneo. Si cercarono anche di favorire voli-shopping di un solo giorno a Londra e visite a siti religiosi nell'Europa orientale.
Nel 1997 inaugurò un'autonoma divisione "cargo". Il "varo" del primo B-777 della El Al avvenne in marzo 2000. Quello stesso anno, poi, esplose daccapo la controversia sullo Shabbat, allorché la società dichiarò che tenere a terra i propri aerei il sabato comportava perdite per 55 milioni di dollari l'anno.
Dopo l'inizio della prima fase della privatizzazione e con il collocamento in borsa del 15% delle azioni El Al, si suppone che la politica della compagnia riguardo allo Shabbat sia destinata a cambiare.
Nel 2004 Knafaim-Arkia Holdings, capogruppo di Arkia Israel Airlines, acquistò una grossa partecipazione in Arkia, con l'intenzione di arrivare a detenere tutto il capitale azionario relativo. Tuttavia, a causa della normativa antitrust israeliana, Knafaim-Arkia dovette desistere, cedendo le azioni "conquistate".

### Gli ultimi anni
Al 2007, la compagnia conta 5.417 dipendenti complessivi, e dispone di una flotta di oltre 30 velivoli. Nel 2005 ha trasportato 3,5 milioni di passeggeri, con un evidente incremento rispetto ai 3,2 del 2004 e ai 2,8 del 2003. Nel 2006 El Al ha fatto registrare 44,6 milioni di dollari di perdite su ricavi complessivi per 1.665 miliardi di dollari. El Al spende 100 milioni di dollari l'anno per adeguarsi alle specifiche di sicurezza che le impone lo Shin Bet.
All'inizio del 2007, El Al ha aperto un nuovo King David Lounge all'Aeroporto di Parigi-Roissy (Charles De Gaulle di Parigi). Altri nuovi lounges sono in programma al più presto presso l'Aeroporto di Londra-Heathrow e l'Aeroporto internazionale John F. Kennedy.
Nel 2007, El Al ha investito un miliardo di NIS nell'acquisto di due nuovi Boeing 777-200. I velivoli in questione sono equipaggiati con sedili ampiamente migliorati e sistemi d'intrattenimento touch screen. Il primo aereo (Sderot, vedi foto a margine) ha compiuto il proprio "varo" il 26 luglio 2007 con un volo New York-Tel Aviv. Il secondo, Kiryat Shmona, è stato consegnato a fine agosto 2007. A marzo 2007, i principali azionisti risultano: Knafaim Holdings (42%), lo Stato di Israele (13%), e il Sindacato dei dipendenti El Al (8%).
Nell'agosto 2017, El Al ha effettuato il suo volo inaugurale con un Boeing 787 Dreamliner. La prima variante dell'aereo è stata il 787-9, ma alla fine del 2019 la compagnia ha preso in consegna anche alcuni 787-8. Il servizio inaugurale è avvenuto da Tel Aviv a Londra e Parigi, mentre il primo transatlantico da Tel Aviv a Newark.
Nel luglio 2019, El Al ha ritirato il suo unico aereo cargo, un Boeing 747-400F, ponendo fine ai suoi voli dedicati. La compagnia aerea prevedeva di utilizzare d'ora in poi servizi charter di altre compagnie aeree per questo scopo.
Nel marzo 2020, El Al ha sospeso le operazioni a causa della pandemia di COVID-19. Il governo israeliano aveva annunciato che tutti i visitatori e i residenti in Israele avrebbero dovuto sottoporsi a una quarantena di 14 giorni all'arrivo nel paese. El Al ha anche convertito alcuni dei suoi aerei Boeing 787 Dreamliner per servire come voli cargo per il trasporto di medicinali dalla Cina all'Europa attraverso l'aeroporto Ben Gurion di Tel Aviv. El Al ha anche offerto alcuni voli passeggeri per riportare a casa i cittadini israeliani bloccati. Questi voli andavano da Tel Aviv a Miami, New York, Londra, Parigi e altro ancora. La compagnia ha anche offerto 2 servizi verso l'Australia durante la pandemia. Sono stati i primi voli diretti da Israele all'Australia.
Il 1º luglio 2020, dopo aver restituito notevoli quantità di aeromobili noleggiati (e aver annullato i contratti di locazione in corso), la compagnia ha cancellato tutti i voli e sospeso le operazioni a tempo indeterminato. Il 6 luglio, la società ha annunciato di aver elaborato un accordo di salvataggio con il governo per recuperare le centinaia di milioni di dollari persi a causa della pandemia in Israele e all'estero. L'accordo proposto ha fruttato a El Al 250 milioni di dollari in prestiti governativi (con una garanzia per il 75% del prestito in caso di inadempienza) e altri 150 milioni di dollari dalla propria vendita di azioni della società che, se non vendute, sarebbero state acquistate dal governo. L'accordo è stato approvato da un comitato della Knesset. Il 17 settembre è stato annunciato che Kanfei Nesharim, una società di proprietà del 27enne Eli Rozenberg (figlio del fondatore della catena di case di cura Kenny Rozenberg degli Stati Uniti Centers Health Care), aveva acquistato una quota di controllo del 42,85% nella compagnia aerea con un'offerta di 107 milioni di dollari. In base al precedente accordo di salvataggio negoziato, il governo israeliano, che si era impegnato ad acquistare azioni indesiderate come parte di un pacchetto di salvataggio, ha acquistato azioni per un valore di 34 milioni di dollari, per una quota pari a circa il 15% della società. Le proprietà dei proprietari di El Al prima del salvataggio, Knafaim Holdings, sono scese al 15,2% dal 38%. La nuova gestione cercherà di enfatizzare la "puntualità" e lavorerà per migliorare i servizi di ristorazione in tutte le classi.
Nell'agosto 2024 EI AI ha siglato un accordo con Boeing per l'acquisto di 31 aerei Boeing 737 MAX per un valore di 2.5 miliardi di dollari.

## Problemi religiosi
El Al provvede a un catering adeguato alle esigenze dei passeggeri ebrei osservanti, fornendo (quando Israele sia il luogo di partenza o arrivo) solo cibo kosher (approvato dalle autorità rabbiniche; a richiesta è fornito anche cibo glatt kosher, ossia "strettamente kosher").
Nelle lunghe tratte, sulla parte posteriore del velivolo vi sono avvisi delle cerimonie religiose in corso. Malgrado le ovvie perdite che ciò comporta, l'attività di volo è sempre programmata in modo da non violare lo Shabbat. È frequente che vengano offerte soluzioni alberghiere per i passeggeri che non vogliono subire i relativi disagi. Dal 20 al 30% dei passeggeri è haredi (aderente all'ortodossia religiosa). Queste persone tendono a volare in determinate stagioni dell'anno (prima o dopo le festività ebraiche) e hanno delle mete preferite, come New York e Toronto. Volare in ispregio allo Shabbat potrebbe cagionare il boicottaggio haredi, con più grave ripercussione economica. Se ne è avuta una dimostrazione pratica nel novembre 2006. Ad ogni modo, il 5 gennaio 2007 El Al ha firmato un accordo con la comunità haredi concernente l'astensione dalle operazioni il sabato.

## El Al e la sicurezza
Essendo stata per decenni un bersaglio privilegiato del terrorismo, la compagnia ha sviluppato personalmente le proprie procedure di sorveglianza e controllo, sia prima dell'imbarco, sia a bordo dei suoi mezzi. Queste misure, efficaci ma in qualche misura controverse, hanno procurato a El Al una solida reputazione quanto a sicurezza.

### Misure di sicurezza aeroportuali
Tutte le aerostazioni servite da El Al nel mondo sono strettamente vigilate da agenti in borghese e personale (militare o di polizia) in assetto da guerra, incaricati di pattugliare gli scali alla ricerca di oggetti pericolosi, comportamenti sospetti e altre minacce in genere.
Ai passeggeri è fatta richiesta di presentarsi in aeroporto tre ore prima dell'imbarco, onde essere "intervistati" individualmente dal personale El Al prima di imbarcarsi, allo scopo precipuo di identificare potenziali minacce alla sicurezza: viene chiesto di dar conto della propria provenienza, della ragione del viaggio, della loro professione, nonché se abbiano preparato personalmente le valigie.
Successivamente, al banco del check-in, biglietti e passaporti sono esaminati scrupolosamente: un biglietto sprovvisto di etichetta dei controllori di sicurezza non verrebbe assolutamente accettato; i nomi dei passeggeri vengono quindi confrontati con i database di FBI, Canadian Security Intelligence Service, Scotland Yard, Shin Bet e Interpol.
Per quanto concerne i bagagli, la procedura prevede un approfondito esame ai raggi X (integrabile all'occorrenza con un controllo manuale) e successivamente un passaggio in una camera di decompressione, che riproduce per qualche istante le condizioni di pressione riscontrabili durante il viaggio (un sensore di un'eventuale bomba potrebbe infatti essere tarato per innescare l'esplosione in tali condizioni; El Al è l'unica compagnia che fa ricorso a questa procedura).
Gli agenti di sicurezza El Al eseguono tutte queste operazioni personalmente, all'occorrenza avvalendosi della supervisione di autorità governative estere o compagnie di sicurezza private.

### Misure di sicurezza in volo

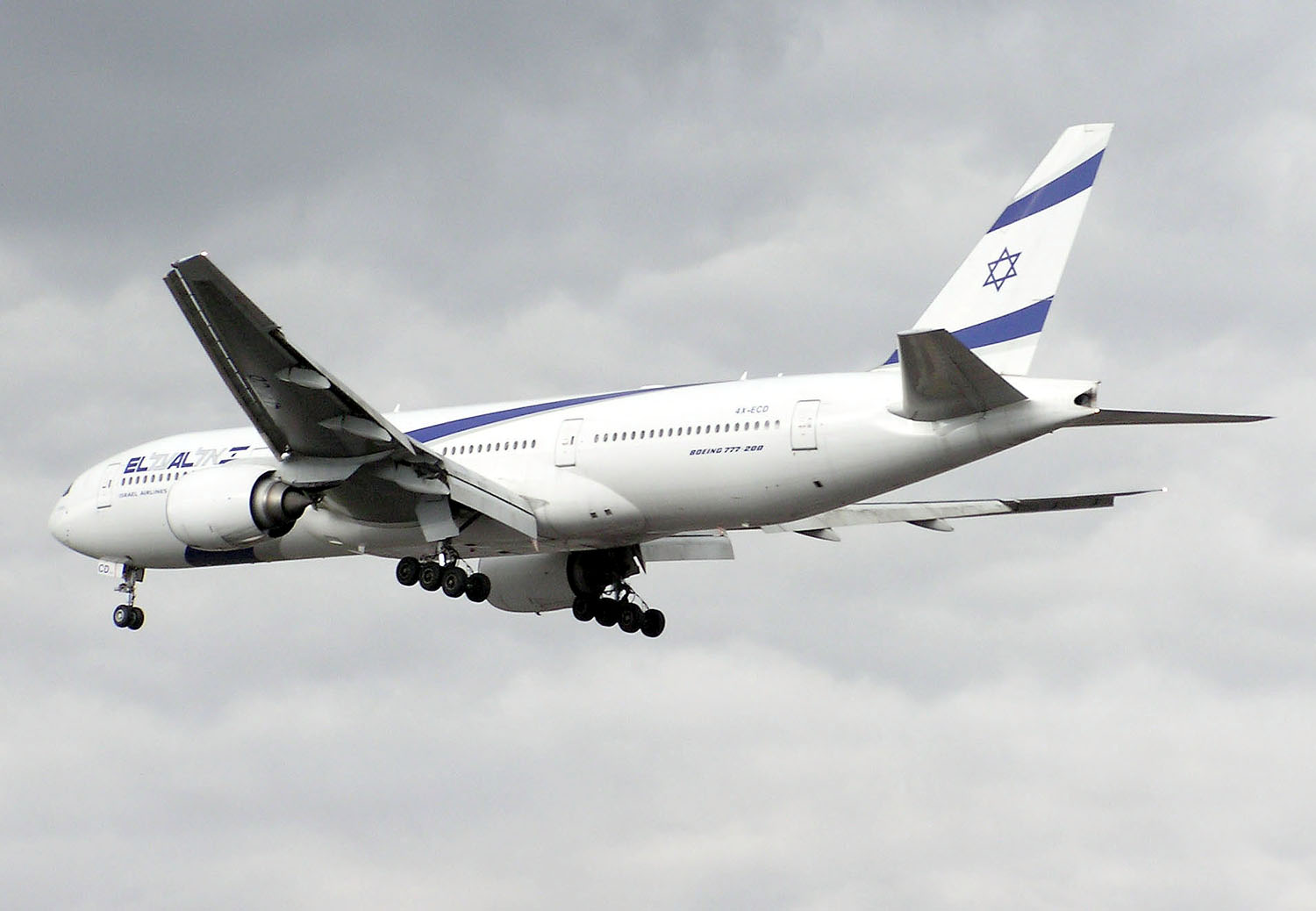
Un Boeing 777 di El Al.

Su ogni volo internazionale di El Al sono imbarcati agenti sotto copertura (a volte indicati anche come sky marshals, "sceriffi del cielo" in italiano) occultamente armati, che viaggiano a fianco dei comuni passeggeri.
Complice l'obbligatorietà del servizio armato per i cittadini israeliani di età superiore ai 18 anni, la maggior parte dei piloti della compagnia proviene dall'aeronautica militare (vantando quindi esperienza nel pilotaggio dei caccia o altri apparecchi militari) e tutti i membri dell'equipaggio (donne comprese) sono addestrati al combattimento corpo a corpo.
Le cabine di pilotaggio di tutti gli aerei El Al sono chiuse da una doppia porta blindata, apribile solo con un codice segreto: non è inoltre possibile aprire una porta senza che l'altra sia stata chiusa; l'accesso al cockpit è inoltre soggetto alla preventiva identificazione dei soggetti da parte del comandante o del primo ufficiale.
Il pavimento della cabina passeggeri è blindato e rinforzato in acciaio, onde attuare una completa separazione dalla stiva bagagli.
A seguito di un tentato abbattimento di un aereo israeliano di linea nel 2002, tutti i velivoli della flotta sono stati inoltre equipaggiati con un sistema di contromisure a infrarossi chiamato Flight Guard (sviluppato da Israel Aerospace Industries), che all'occorrenza può "schermare" l'aereo da un eventuale attacco missilistico. Sebbene questo sistema non sia un unicum (esiste ad esempio il CAMPS - Civil Aircraft Missile Protection System - sviluppato da Saab), non esistono dati che indichino la sua adozione da parte di altre compagnie commerciali.

### Controversie sulla sicurezza e sulla schedatura dei passeggeri
I critici di El Al osservano che i suoi controlli di sicurezza comprendono schedature d'impronta razziale, aggiungendo che questa pratica è ingiusta, irrazionale e degradante per le persone soggette a tale screening. I fautori ribattono che non vi è alcunché di razzista nella schedatura dei passeggeri e che un particolare esame di determinati soggetti (p. es. fedeli musulmani) può spesso essere necessario per ragioni di sicurezza.
Vi sono poi posizioni dubbie in merito al fatto che le "interviste" pre-volo possano spingere eventuali terroristi a tradirsi o dare indicazioni compromettenti; ciò in particolare ai sensi della teoria della "microespressione" di Paul Ekman e altri.
La compagnia è stata anche criticata (p. es. da tribunali ungheresi) per il rifiuto di perquisire i bagagli alla presenza dei passeggeri: a tal proposito bisogna tener conto che le leggi nazionali ungheresi prevedono che solo operatori delle autorità di sicurezza locali possano eseguire tali perquisizioni.
Alcuni paesi europei (tra i quali la Svizzera) hanno invece appuntato le loro critiche sul sistema di contromisure anti-missilistiche, temendo che i flare lanciati dal sistema in uso sugli aerei El Al possano causare incendi o altri danni al suolo a persone o cose.
Al di là di tutto ciò, il fatto che dal 1968 non si sia più verificato alcun dirottamento di velivoli El Al è comunque indicativo di come i suoi protocolli di sicurezza abbiano dimostrato amplissima affidabilità, tanto da costituire un modello per le altre compagnie.

## Matmid
Matmid è il programma frequent flyer di El Al. Fu lanciato nel 2004 in seguito a fusione dei preesistenti programmi analoghi. Prevede quattro formule: Matmid, Matmid Silver, Matmid Gold, e Matmid Platinum. I punti accumulati danno diritto a biglietti omaggio, voli in classe superiore senza maggiorazione e sconti su autonoleggi, valigie, posti a pagamento, alberghi, e altri servizi. Si possono accumulare punti anche viaggiando con aerolinee partner, o soggiornando in hotel convenzionati o acquistando con carte di credito.

### Rapporti di partneriato
I punti di Matmid possono essere raccolti sulla maggioranza dei viaggi compiuti con:
- American Airlines e American Eagle Airlines
- South African Airways
- Sun d'Or
- Qantas

Alcuni voli di Aeroméxico valgono ugualmente per accumulare i punti in questione.
Lo stesso dicasi per i voli in codeshare.

## King David Lounge
Con questa denominazione si indicano le sale d'attesa per i passeggeri delle migliori classi della compagnia. Ve ne sono cinque distribuite in tutto il mondo (Ben Gurion International Airport, Charles de Gaulle International Airport, John F. Kennedy International Airport, London Heathrow Airport, Los Angeles International Airport).
Tutti i King David Lounge offrono bevande, spuntini, quotidiani e riviste (israeliane e internazionali). Alcuni offrono pure accessi Wi-Fi gratuiti a Internet. Quello del "Ben Gurion" ha una sezione separata per i passeggeri di prima classe, telefoni, locali doccia e una sorta di stabilimento termale che offre massaggi.

## Livrea
La prima livrea El Al prevedeva la fusoliera dipinta superiormente di bianco e inferiormente lasciata nel naturale colore grigio del metallo, divisa a metà da una fascia turchese che incorniciava i finestrini; turchese era anche il timone di coda, con la bandiera israeliana all'apice, mentre la punta del muso era nera. Il logo testuale El Al compariva sopra le file anteriori di finestrini, mentre al di sotto era applicato il disegno della stella di David alata. Tale livrea è stata poi occasionalmente reimpiegata a scopo celebrativo negli anni seguenti alla sua formale dismissione.
Un'evoluzione di tale livrea eliminò la stella alata e la parte inferiore della fusoliera non verniciata e declinò la fascia mediana in due tonalità d'azzurro; il nome della compagnia venne riscritto con un diverso carattere tipografico.
L'ultima livrea si distingue per una striscia blu con un largo bordo argentato che interseca la fusoliera vicino all'ala, sparisce sulla sommità della fusoliera e ricompare sul fondo del timone. Il logo El Al è incorporato nella veste grafica, anche se leggermente modificato.

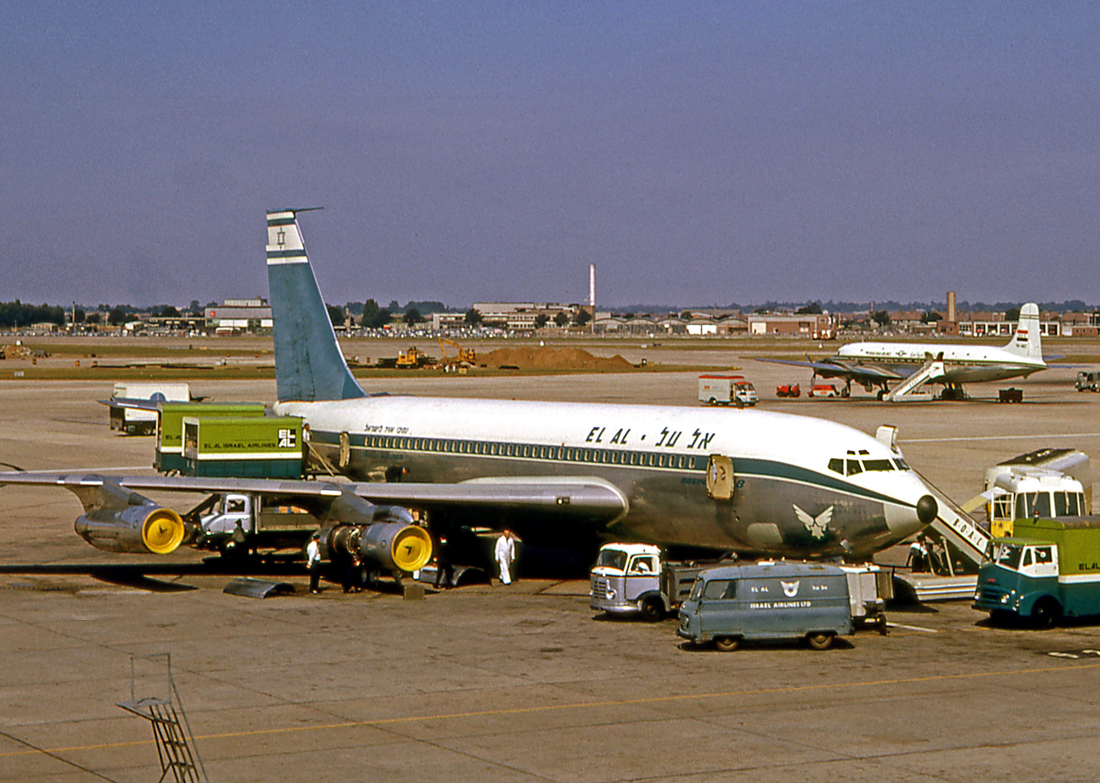
Prima livrea
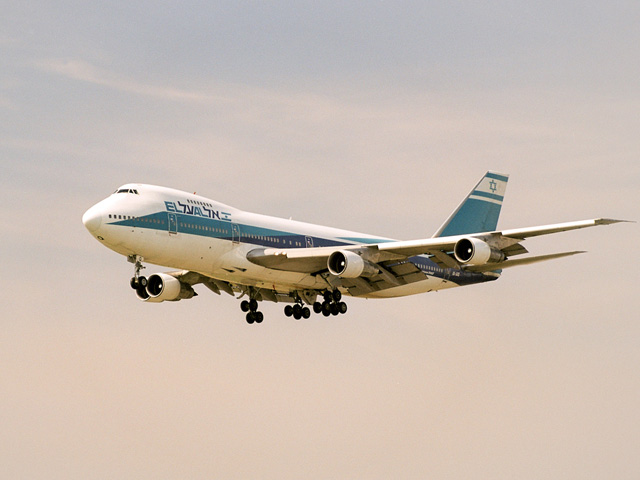
Seconda livrea
Terza livrea
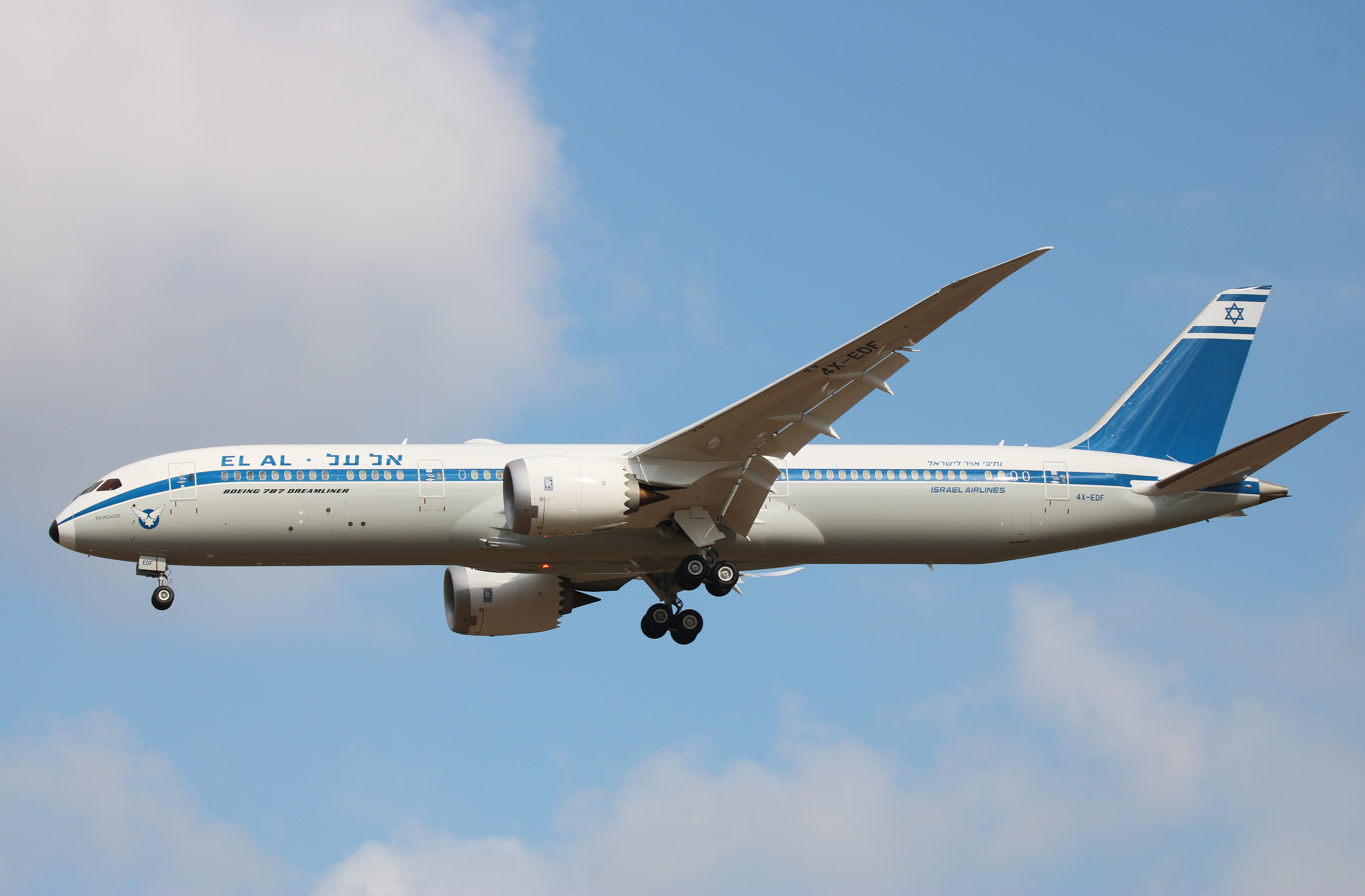
Prima livrea su Boeing 787-9 Dreamliner

## Flotta

### Flotta attuale
A maggio 2025 la flotta di El Al è così composta:

### Flotta storica
El Al operava in precedenza con i seguenti aeromobili:
- Boeing 707
- Boeing 720
- Boeing 737-200
- Boeing 737-700
- Boeing 747-100
- Boeing 747-200
- Boeing 747-200F
- Boeing 747-300
- Boeing 747-400
- Boeing 747-400F
- Boeing 757-200
- Boeing 767-200ER
- Boeing 767-300ER
- Bristol Britannia
- Curtiss C-46 Commando
- Douglas DC-4
- Lockheed Constellation

## Incidenti
- 5 febbraio 1950. Un DC 4 fu danneggiato per una scartata in fase di decollo da Tel Aviv. Nessun morto.[64]
- 24 novembre 1951. Un DC 4 impiegato come cargo da Tel Aviv ad Amsterdam si schiantò avvicinandosi all'aeroporto di Zurigo. Sei morti fra l'equipaggio.
- 27 luglio 1955. Il volo El Al 402, eseguito con un Lockheed Constellation, fu colpito dopo essere andato fuori rotta sui cieli della Bulgaria, durante un temporale. Tutti gli occupanti (58 persone tra passeggeri ed equipaggio) persero la vita.
- febbraio 1969. Un Boeing 707 venne attaccato all'aeroporto di Zurigo. Un allievo pilota israeliano restò ucciso, altre 8 persone ferite. Nel conflitto a fuoco con il personale della sicurezza, un terrorista ucciso, altri tre arrestati. Costoro furono sottoposti a processo a Winterthur, ma rilasciati a seguito del dirottamento di un velivolo Swissair, perpetrato l'anno dopo.
- 28 luglio 1971: Jayanti van der Meer (nata Jetty van der Meer, attualmente scrittrice con lo pseudonimo di  Catharina Windemeijer. leggermente diverso da quello di  Heniriëtte („Jetje”) Windmeijer usato sulla stampa all'epoca dei fatti), cittadina olandese, volo El Al Roma-Tel Aviv, quando un uomo libanese conosciuto a Belgrado dal nome George Farach le chiese di portare suoi effetti personali in una valigia da consegnare ai suoi familiari a Betlemme ad un indirizzo poi rivelatosi falso. Nel bagalgio era celato un ordigno esplosivo che solo fortunatamente non esplose..
- 1º settembre 1971:  Delia Noralda Carbajal Monzón, cittadina peruviana, volo El Al Londra-Tel Aviv con una  bomba nascosta in una valigia. preparatale dal suo ragazzo (conosciuto da poco) Roberto Yusef Antonio che le aveva detto che sarebbe partito 2 ore prima per poi accoglierla a destinazione.
- 16 agosto 1972; volo LY 444, un Boeing 707 diretto a Tel Aviv, rientra a Roma-Fiumicino con danni alla fusoliera e alcuni feriti a bordo dopo un fallito attentato che vede l'esplosione, nel vano bagagli, di un mangianastri (o secondo altre fonti, un mangiadischi) regalato a due ignare ragazze inglesi da due terroristi palestinesi, i quali, vi avevano celato dell'esplosivo.
- 27 aprile 1973, omicidio di Vittorio Olivares, semplice dipendente presso gli uffici della compagnia aerea di via Bissolati, ucciso da un terrorista legato a Settembre Nero.
- 5 settembre 1973, con il fermo di 5 terroristi ad Ostia armati di missili terra-aria spalleggiabili Strela viene reso noto un piano per abbattere un aereo della El Al.
- 27 dicembre 1985. Dopo varie azioni fallimentari, elementi di Abu Nidal attaccarono le biglietterie El Al di Roma e Vienna, uccidendo 19 persone.
- 17 aprile 1986. Affare Hindawi: un'irlandese incinta, Anne-Marie Murphy, si stava imbarcando su un volo El Al da Heathrow (Londra) quando si scoprì che trasportava esplosivo al plastico (Semtex) nella borsa. Tale carico illecito era stato collocato dal suo fidanzato, Nezar Hindawi, prenotato su un volo differente. Egli fu condannato a 45 anni di reclusione, la pena più alta mai comminata da una corte britannica. C'erano prove di un coinvolgimento delle autorità siriane, e di conseguenza il Regno Unito interruppe le relazioni diplomatiche con detto paese.
- 4 ottobre 1992. Il volo El Al 1862 (su B-747 cargo) si schiantò sugli appartamenti di Groeneveen e Klein-Kluitberg (Bijlmermeer, presso Amsterdam). Morirono i tre membri dell'equipaggio, un passeggero, 39 persone a terra.
- 4 luglio 2002. Hesham Mohamed Hadayet sparò a sei israeliani vicino alle biglietterie dell'aeroporto di Los Angeles, prima di essere neutralizzato a sua volta da una guardia di sicurezza di El Al. Due tra le vittime dell'attentato morirono. Benché non risultasse legato a movimenti terroristici, Hadayet, egiziano, aveva in precedenza esternato opinioni contrarie a Israele e alla sua politica estera. L'FBI rubricò l'azione come atto terroristico, uno dei pochi sul suolo americano dagli attentati dell'11 settembre 2001.
- 17 novembre 2002. Tawfiq Fukra, un ventitreenne arabo-israeliano, tentò di dirottare un volo da Tel Aviv diretto in Turchia. Fu riferito che fosse armato di un coltello da tasca e fosse intenzionato a penetrare in cabina di pilotaggio per ricondurre il velivolo in Israele e farlo schiantare su un edificio, ma venne neutralizzato dagli operatori di sicurezza imbarcati. Fukra ha respinto le accuse.
- 23 ottobre 2003. Un B-767 in volo da Tel Aviv per Los Angeles via Toronto fu "deviato" verso l'Aeroporto Internazionale di Montréal-Mirabel e poi verso l'aeroporto internazionale di Hamilton-John C. Munro (Hamilton, Canada) dove erano state allertate speciali squadre d'assalto della Polizia a cavallo canadese. Sembra che la deviazione fosse riconducibile a "grave minaccia per la sicurezza", forse un piano d'attacco con missili terra-aria in fase di atterraggio su Toronto.

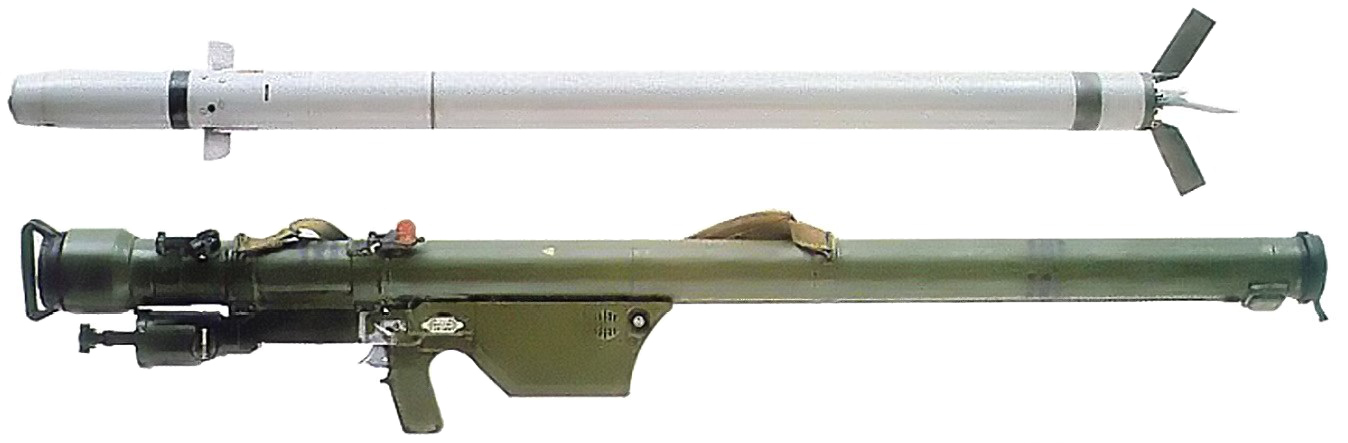
Un lancia-missili portatile sovietico del tipo SA-7.

- Nel 2006, le autorità di perseguimento penale della Confederazione e dei Cantoni di Basilea Città e Zurigo hanno riferito di aver smantellato una cellula composta da sette nordafricani del Gruppo Salafita per la Predicazione e il Combattimento (GSPC) in relazione a una trama per far esplodere un imprecisato volo El Al nel dicembre 2005[65][66]. Al tempo dell'arresto, i voli Tel Aviv - Londra sorvolavano il cielo di Ginevra, dove era stato scoperto un missile di tipo MANPAD.[67]